# Klosterstern (metrostation)
Klosterstern is een metrostation in het stadsdeel Harvestehude van de Duitse stad Hamburg. Het station werd geopend op 2 juni 1929 en wordt bediend door lijn U1 van de metro van Hamburg.